# Aulonogyrus formosus
Aulonogyrus formosus là một loài bọ cánh cứng trong họ van Gyrinidae. Loài này được Modeer miêu tả khoa học năm 1776.